# Ruben I av Armenien
Ruben I av Armenien, död 1095, var regerande furste av Armenien 1080-1095. 